# لجنة التحقيق في الأزمة المالية
كانت لجنة التحقيق في الأزمة المالية (إف سي أي سي) لجنة مكونة من عشرة أعضاء، عينها قادة كونغرس الولايات المتحدة(بالإنجليزية:United States Congress)بهدف التحقيق في أسباب الأزمة المالية في 2007-2008. أُطلق على اللجنة لقب لجنة أنجيليدس(بالإنجليزية:Angelides Commission)نسبة إلى رئيسها، فيل أنجليديس(بالإنجليزية:Phil Angelides). جرت مقارنة اللجنة بلجنة بيكورا، التي حققت في أسباب الكساد الكبير في الثلاثينيات من القرن الماضي، وأطلق عليها اسم لجنة بيكورا الجديدة (بالإنجليزية:Pecora Commission). أجريت أيضًا مقارنات مع لجنة 11 سبتمبر، التي فحصت هجمات 11 سبتمبر. كان لدى اللجنة القدرة على استدعاء المستندات والشهود للإدلاء بشهاداتهم، وهي سلطة كانت تتمتع بها لجنة بيكورا التي لم تكن تتمتع بها لجنة 11 سبتمبر. وعقدت الجلسة العامة الأولى للجنة في 13 يناير 2010، مع تقديم شهادات من مختلف المسؤولين المصرفيين. استمرت جلسات الاستماع خلال عام 2010، إذ أدلى «مئات» من الأشخاص الآخرين في قطاع الأعمال والأوساط الأكاديمية والحكومة بشهاداتهم.  
أبلغت اللجنة عن نتائجها في كانون الثاني 2011، وفي تلخيص موجز لاستنتاجاتها الرئيسية، ذكرت اللجنة ما يلي: في حين أن نقاط الضعف التي أوجدت إمكانية حدوث أزمة كانت لسنوات في طور الإعداد، وكان انهيار فقاعة الإسكان التي تغذيها أسعار الفائدة المنخفضة، والائتمان السهل والمتاح، والتنظيم الضئيل، والرهون العقارية السامة هو الشرارة التي أشعلت سلسلة من الأحداث، التي أدت إلى أزمة كاملة في خريف عام 2008. أصبحت تريليونات الدولارات من الرهون العقارية المحفوفة بالمخاطر جزءًا لا يتجزأ من النظام المالي، إذ حزمت الأوراق المالية المتعلقة بالرهن العقاري وأعيد تغليفها وبيعها للمستثمرين في جميع أنحاء العالم. وعندما انفجرت الفقاعة، هزت خسائر مئات المليارات من الدولارات في الرهون العقارية والأوراق المالية المتعلقة بالرهن العقاري الأسواق وكذلك المؤسسات المالية التي تعرضت إلى حد كبير لتلك الرهون العقارية واقترضت بشدة ضدها. لم يحدث هذا فقط في الولايات المتحدة وإنما في جميع أنحاء العالم. وتضخمت الخسائر بسبب المشتقات مثل الأوراق المالية الاصطناعية.
كانت اللجنة صريحة في مخاوفها بشأن شركة التأمين العملاقة أمريكان إنترناشيونال جروب/المجموعة الأمريكية الدولية والعملاقين الماليين بير ستيرنز (بالإنجليزية:Bear Stearns) وليمان براذرز(بالإنجليزية:Lehman Brothers)، وعملاقي الرهن العقاري فاني ماي(بالإنجليزية:Fannie Mae) وفريدي ماك (بالإنجليزية:Freddie Mac)، وكل منهما وضعته الحكومة قيد النظر للإنقاذ المالي.
في أبريل 2011، أصدرت اللجنة الفرعية الدائمة للأمن الداخلي في مجلس الشيوخ الأمريكي المعنية بالتحقيقات تقرير وول ستريت(بالإنجليزية: Wall Street ) والأزمة المالية: تشريح الانهيار المالي، المعروف أحيانًا باسم تقرير «ليفين كوبورن».

## الإنشاء والولاية القانونية
أُنشِئت اللجنة بموجب القسم الخامس من قانون إنفاذ الاحتيال واسترداده لعام 2009 (القانون العام 111-21)، الذي وقعه الرئيس باراك أوباما(بالإنجليزية: Barack Obama) ليصبح قانونًا في 20 مايو 2009. هذا القسم من القانون:
حُدِد الغرض من اللجنة، أي «دراسة الأسباب، المحلية والعالمية، للأزمة المالية والاقتصادية الحالية في الولايات المتحدة».
تحديد تشكيلها من 10 أعضاء، يعينون على أساس الحزبين والمجلسين بالتشاور مع اللجان ذات الصلة. ومن المقرر أن تختار أغلبية الكونغرس ستة أعضاء، وهم الديمقراطيون (ثلاثة منهم من قبل رئيس مجلس النواب وثلاثة من قبل زعيم الأغلبية في مجلس الشيوخ) وأربعة من قبل الأقلية في الكونغرس، وهم الجمهوريون (اثنان من زعيم الأقلية في مجلس النواب واثنان من زعيم الأقلية في مجلس الشيوخ).
وأعرب عن «شعور الكونغرس بأن الأفراد المعينين في اللجنة ينبغي أن يكونوا مواطنين بارزين في الولايات المتحدة يتمتعون باعتراف وطني وعمق كبير من الخبرة في مجالات مثل الأعمال المصرفية، وتنظيم الأسواق، والضرائب، والتمويل، والاقتصاد، وحماية المستهلك، والإسكان»، ونص أيضًا على أنه «لا يجوز لأي عضو في الكونغرس أو مسؤول أو موظف في الحكومة الاتحادية أو أي ولاية أو حكومة محلية أن يعمل بوصفه عضوًا في اللجنة».
شريطة أن يختار رئيس اللجنة بنحو مشترك من قبل قيادة الأغلبية في الكونغرس وأن يختار نائب الرئيس بشكل مشترك من قبل قيادة الأقلية في الكونغرس، وأن الرئيس ونائب الرئيس قد لا يكونان من الحزب السياسي نفسه.
تحدد «مهام الهيئة» على النحو التالي:
أ) دراسة أسباب الأزمة المالية والاقتصادية الحالية في الولايات المتحدة، وتحديدا دور:
1) الاحتيال وإساءة الاستخدام في القطاع المالي، متضمنًا الاحتيال وإساءة الاستخدام تجاه المستهلكين في قطاع الرهن العقاري.
2) المنظمون الماليون الاتحاديون والولائيون، متضمنًا مدى إنفاذهم أو فشلهم في إنفاذ المتطلبات القانونية أو التنظيمية أو الإشرافية.
3) الاختلال العالمي في المدخرات، وتدفقات رأس المال الدولية، والاختلالات المالية لمختلف الحكومات.
4) السياسة النقدية وتوافر الائتمان وشروطه.
5) الممارسات المحاسبية، متضمنةً قواعد تحديد الأسعار إلى السوق والقيمة العادلة، ومعاملة المركبات خارج الميزانية العمومية.
6) المعاملة الضريبية للمنتجات والاستثمارات المالية.
7) متطلبات رأس المال واللوائح المتعلقة بالرافعة المالية والسيولة، متضمنةً هياكل رأس المال للكيانات المالية الخاضعة للتنظيم وغير الخاضعة للتنظيم.
8) وكالات تقدير الجدارة الائتمانية في النظام المالي، متضمنةً اعتماد المؤسسات المالية والهيئات التنظيمية المالية الاتحادية على التصنيفات الائتمانية، واستخدام التصنيفات الائتمانية في التنظيم المالي وفي أسواق التوريق.
9) ممارسات الإقراض والتوريق، متضمنةً نموذج الإنشاء إلى التوزيع لتقديم الائتمان ونقل المخاطر.
10) الانتماءات بين مؤسسات الإيداع المؤمن عليها والأوراق المالية والتأمين وأنواع أخرى من الشركات غير المصرفية.
11) مفهوم أن بعض المؤسسات «أكبر من أن يسمح لها بالإفلاس» الهيكل القانوني والتنظيمي لسوق الإسكان في الولايات المتحدة.
12) إدارة الشركات، متضمنةً أثر تحويلات الشركات من شراكات إلى شركات.